# 映画 プリキュアオールスターズ みんなで歌う♪奇跡の魔法!
『映画 プリキュアオールスターズ みんなで歌う♪奇跡の魔法!』（えいが プリキュアオールスターズ みんなでうたう きせきのまほう!）は、2016年3月19日に公開された日本のアニメ映画。
キャッチコピーは「まもれ!プリキュアの涙」「想いはきっと、心にとどく!!」「史上最大44人のバトルミュージカル!!」「記念すべき20作目は　歌と、魔法の世界で、ミラクル・マジカル・ミュージカル!!」。

## 概要
『プリキュアシリーズ』映画20作記念作品。同時に「プリキュアシリーズ」全体をメインとした『プリキュアオールスターズ』としては一旦終了となり、春期に公開されるクロスオーバー作品は翌年よりそれまでのようなシリーズ全ての公式プリキュアの共演作から、直近3作品の公式プリキュアのみの共演へとシフトしていくこととなる。
前作『映画 プリキュアオールスターズ 春のカーニバル♪』までに登場済みのプリキュアに加え、『Go!プリンセスプリキュア』のキュアスカーレット、公開当時の現行作品である『魔法つかいプリキュア!』のキュアミラクルとキュアマジカル、そしてクロスオーバー映画オリジナルのキュアエコーを含めた44人のプリキュアが登場する。また本人ではないが、クロスオーバー映画では初出演となる『Go!プリンセス』までの歴代の敵勢力のボスたちが本作品の悪役であるソルシエールが作り出した幻として登場する。『春のカーニバル♪』と同じく、『DX』シリーズおよび『NewStage』シリーズのような複数部構成には含まれていない。
前作『春のカーニバル♪』の「モードエレガント・プリマヴェーラ」に引き続き、本作品でも『魔法つかい』メンバーの強化モード「スーパーミラクル&スーパーマジカル」が登場する。
本作品は本格的なミュージカル形式の映画となっており、ミュージカルプロデュースと劇中歌の作詞を森雪之丞が担当する。また、これに合わせる形で、ゲストキャラクターのソルシエール役を新妻聖子、トラウーマ役を山本耕史と、ミュージカル出演経験の多い2人が起用されている。
作中の音楽は公開当時テレビシリーズのBGMを担当していた高木洋がオールスターズ映画では初担当となり、高梨康治によるBGMも高木がアレンジした上で使用されている（後述）。
本作品では前作『春のカーニバル♪』にはなかったミラクルライト「ミラクルステッキライト」と、『映画 フレッシュプリキュア! おもちゃの国は秘密がいっぱい!?』以来配布されてきた紙製サンバイザープレゼントに代わり、歴代プリキュアの「オールスターズキラキラシール」が、いずれも中学生以下の観客に数量限定でプレゼントされる。また映画プロローグ前には、『魔法つかい』のモフルンと『Go!プリンセス』のパフ・アロマによるミラクルライトの使い方を説明する一幕が盛り込まれている。
本編終了後、『映画 魔法つかいプリキュア! 奇跡の変身!キュアモフルン!』の特報と、同作品の劇中でみらい・リコ・モフルンが着る洋服のデザインコンテストの告知が行われた。

## 興行成績
全国213スクリーンで公開され、2016年3月19、20日の初日2日間で興収1億3350万8200円、動員11万6015人となり、映画観客動員ランキング（興行通信社調べ）で初登場第6位を記録。また、ぴあの初日満足度ランキングでは満足度91.7を獲得し、第2位となっている。最終興収は6億4000万円。

## ストーリー
みらいとリコ、モフルンは久しぶりに人間界（ナシマホウ界）を訪れ、プリキュアとしてより立派になるための秘訣を探ろうとするが、モフルンがクッキーの甘い匂いをかぎつけ走り出してしまう。2人が追ってみるとそこには、他のプリキュア達と花見をするために待ち合わせ場所に行く途中の春野はるかとその仲間達がいた。リコがうっかり魔法を使ってしまったため、みらいは焦りはるか達は驚くことになる。
そこへ、はるか達プリンセスプリキュアが倒したはずの魔女ディスピアが出現して暴れ出す。みらいとはるか達6人は変身してひとまず撃退するが、今度は魔女ソルシエールの手下であるトラウーマが現れ、「プリキュアの涙」を要求する。ある目的の為に「プリキュアの涙」を用いた秘薬を作ろうとするソルシエールは、プリキュア達の記憶を探ってディスピアを初めとする歴代敵組織の首領の幻を作り出し、プリキュア達を捕えて幽閉していた。ミラクルとマジカルは戦うが、ソルシエールによって異世界に飛ばされ、離れ離れにされてしまう。
「ハピネスチャージプリキュア」や「ドキドキ!プリキュア」とも出会い、それぞれ戦うミラクルとマジカルだったが、プリキュアになりたてで戦いに不慣れな2人は集中して狙われてしまい、くじけそうになる。しかしミラクルは妖精のルルンの「ブラックたちを助けてルル」と涙ながらの訴えを聞き、マジカルはキュアエコーからの励ましを受け、さらに奮闘する先輩プリキュア達を見ることで「くじけない心」を知り再び立ち上がる。
そんな状況の中、少女の歌声が聞こえてくる。それは最初の戦いの時から聞こえてきた不思議な歌声だった。その歌声を追っていくうちにいつしかミラクルもマジカルもその歌を口ずさみ、やがて合流した2人は、ソルシエールの屋敷へとたどり着く。だがその時、他のプリキュアは全員囚われの身となっており、さらにトラウーマは主人のソルシエールとは別の思惑で、恐るべき計画を進めていた。

## 登場キャラクター
各作品における基本設定は当該項目を参照。本節ではオリジナルキャラクターなどを除き、主に本作品での立ち位置を示す。
また原則として、キャストの付記されていない登場キャラクターは台詞無しでの登場となるが、前作に引き続き公式ウェブサイトには、これらのキャラクターにも原典での担当声優がクレジットされている。

### 魔法つかいプリキュア!
過去のクロスオーバー映画と同様に、新参入の『魔法つかい』メンバーは過去のプリキュアの存在を知らず、戦いを通じてプリキュアの存在を知っていく。
プリキュア
変身時は基本的にダイヤスタイルで登場しているが、この他テレビシリーズに先駆けてサファイアスタイルがソルシエールと対峙する場面で披露されている。時系列上ではみらいがナシマホウ界（人間界）へ帰還した直後のエピソード、およびみらいの中学校の新学期とリコの中学編入を迎える前の出来事とされている。
朝日奈 みらい（あさひな みらい） / キュアミラクル / スーパーミラクル
声 - 高橋李依
本作品ではソルシエールの能力で異世界へと飛ばされ、『ハピネスチャージ』のメンバーおよびキュアピーチ・キュアブロッサム・キュアメロディ・キュアハッピーとともに活躍する。
物語序盤では幻のノイズの高速攻撃から必死に逃げ惑うが、『ハピネスチャージ』のメンバーの活躍によって救出され、彼女たちの助言によって離れ離れになったマジカルに会うために奮闘する。
物語中盤では幻のエターナルの館長による強力な攻撃を受けた上、なぜこんな目に遭わなくてはいけないのかと心が折れそうになるも、ルルンの涙ながらの説得によって徐々に立ち直る。
リコ / キュアマジカル / スーパーマジカル
声 - 堀江由衣
ミラクルと同じく異世界へと飛ばされ、『ドキドキ!』および『Go!プリンセス』のメンバーとともに活躍する。みらいや他作品の歴代プリキュアたちとは異なり、変身前では一貫して魔法学校の制服姿で通していた。
物語序盤では幻のディスピアが繰り出す茨から必死に逃げ惑うが、『ドキドキ!』のメンバーの活躍によって救出され、彼女たちの助言によって離れ離れになったミラクルに会うために奮闘する。
物語中盤では幻のゴーヤーンの強大な戦闘能力や幻のピエーロの破壊光線で叩きのめされ、己の非力さに弱音を吐くが、キュアエコーの励ましによって徐々に立ち直る。

ぬいぐるみ
モフルン
声 - 齋藤彩夏
出自の都合上、これまでのクロスオーバー作品とは異なり他作品のキャラクターたちとは本作品が初対面となる。

### Go!プリンセスプリキュア
時系列上では、『Go!プリンセス』テレビシリーズの最終回にてトワ（キュアスカーレット）・パフ・アロマがホープキングダムに帰還し、きららがパリに旅立つ前の出来事とされている。
プリキュア
本作品ではモードエレガント・ロイヤルにも変身する。
春野 はるか（はるの はるか） / キュアフローラ
声 - 嶋村侑
海藤 みなみ（かいどう みなみ） / キュアマーメイド
声 - 浅野真澄
天ノ川 きらら（あまのがわ きらら） / キュアトゥインクル
声 - 山村響
紅城 トワ（あかぎ トワ） / キュアスカーレット
声 - 沢城みゆき
クロスオーバー映画初登場。

ロイヤルフェアリー
『Go!プリンセス』テレビシリーズ第26話以降、ドレスアップモードに覚醒した後に付けているリボンは、本作品を含むクロスオーバー映画でも引き続き着用している。
パフ
声 - 東山奈央
アロマ
声 - 古城門志帆

### ハピネスチャージプリキュア!
プリキュア
西洋の屋敷が建ちならぶ世界で幻のノイズの相手に苦戦するキュアミラクルの前に現れ、キュアミラクルをキュアマジカルのいる世界に向かわせたが、ノイズに捕まった挙げ句に自爆されて、他のプリキュアと共にソルシエールの城に幽閉された。
愛乃 めぐみ（あいの めぐみ） / キュアラブリー
声 - 中島愛
白雪 ひめ（しらゆき ひめ） / キュアプリンセス
声 - 潘めぐみ
大森 ゆうこ（おおもり ゆうこ） / キュアハニー
声 - 北川里奈
本作品から自宅兼店舗である「おおもりご飯」が初登場。
氷川 いおな（ひかわ いおな） / キュアフォーチュン
声 - 戸松遥
リボン
ぐらさん

### ドキドキ!プリキュア
プリキュア
森林の世界で幻のディスピアに苦戦するキュアマジカルの前に現れ、キュアミラクルの元へ向かわせるが、茨によって自身達を拘束したディスピアが自爆した為、ハート達もソルシエールの城に幽閉された。
相田 マナ（あいだ まな） / キュアハート
声 - 生天目仁美
菱川 六花（ひしかわ りっか） / キュアダイヤモンド
声 - 寿美菜子
四葉 ありす（よつば ありす） / キュアロゼッタ
声 - 渕上舞
剣崎 真琴（けんざき まこと）/ キュアソード
声 - 宮本佳那子
円 亜久里（まどか あぐり）/ キュアエース
声 - 釘宮理恵
シャルル
ラケル
ランス
ダビィ
アイちゃん

### スマイルプリキュア!
プリキュア
星空 みゆき（ほしぞら みゆき） / キュアハッピー
声 - 福圓美里
日野 あかね （ひの あかね） / キュアサニー
声 - 田野アサミ
黄瀬 やよい （きせ やよい） / キュアピース
緑川 なお （みどりかわ なお） / キュアマーチ
青木 れいか（あおき れいか） / キュアビューティ
キャンディ
ポップ

### スイートプリキュア♪
プリキュア
北条 響（ほうじょう ひびき） / キュアメロディ
声 - 小清水亜美
南野 奏（みなみの かなで） / キュアリズム
黒川 エレン（くろかわ えれん） / キュアビート
調辺 アコ（しらべ アコ） / キュアミューズ
ハミィ

### ハートキャッチプリキュア!
プリキュア
花咲 つぼみ（はなさき つぼみ） / キュアブロッサム
声 - 水樹奈々
来海 えりか（くるみ えりか） / キュアマリン
声 - 水沢史絵
明堂院 いつき（みょうどういん いつき） / キュアサンシャイン
月影 ゆり（つきかげ ゆり） / キュアムーンライト
シプレ
コフレ
ポプリ

### フレッシュプリキュア!
プリキュア
桃園 ラブ（ももぞの ラブ） / キュアピーチ
声 - 沖佳苗
蒼乃 美希（あおの みき） / キュアベリー
山吹 祈里（やまぶき いのり） / キュアパイン
東 せつな（ひがし せつな） / キュアパッション
シフォン
タルト

### Yes!プリキュア5 / Yes!プリキュア5GoGo!
プリキュア
夢原 のぞみ（ゆめはら のぞみ） / キュアドリーム
声 - 三瓶由布子
夏木 りん（なつき りん） / キュアルージュ
春日野 うらら（かすがの うらら） / キュアレモネード
秋元 こまち（あきもと こまち） / キュアミント
水無月 かれん（みなづき かれん） / キュアアクア
ミルク / 美々野 くるみ（みみの くるみ） / ミルキィローズ
ココ
ナッツ
シロップ

### ふたりはプリキュア Splash Star
プリキュア
日向 咲（ひゅうが さき） / キュアブルーム
声 - 樹元オリエ
美翔 舞（みしょう まい） / キュアイーグレット
フラッピ
チョッピ
ムープ
フープ

### ふたりはプリキュア / ふたりはプリキュアMax Heart
プリキュア
美墨 なぎさ（みすみ なぎさ） / キュアブラック
声 - 本名陽子
雪城 ほのか（ゆきしろ ほのか） / キュアホワイト
声 - ゆかな
九条 ひかり（くじょう ひかり） / シャイニールミナス

妖精
メップル
ミップル
ポルン
ルルン
声 - 谷井あすか

### プリキュアオールスターズNewStageシリーズ
公式サイトでは「MOVIE ORIGINAL PRECURE」（映画オリジナルプリキュア）と表記。
坂上 あゆみ（さかがみ あゆみ） / キュアエコー
声 - 能登麻美子
キュアエコーとしては前々作『映画 プリキュアオールスターズNewStage3 永遠のともだち』以来の登場で、本作品では変身後の姿のみの登場。
『NewStage3』からのパートナー妖精であるグレルとエンエンは本作品には登場せず、パンフレット内で名前のみ掲載されるに留まっている。また、個人技である「プリキュア・ハートフル・エコー」も使用していない。
声付きは『NewStage3』以来だが、本作品でメインかつ声付きとしての登場は一旦最後となった。

### 本作品の敵
ソルシエール
声 - 新妻聖子 / 古市夏鈴（幼少期）
本作品の事件の首謀者である、強大な魔力をもつ18歳の魔女。赤紫色のロングヘアに色白の肌が特徴。一人称は「わたし」。
黒色を基調としたゴシックロリータのワンピースドレスを着用し、頭部にはギザギザに割れた赤色のハートと、左右にはギザギザになった縦状の黒いリボンがあしらわれた黒色のカチューシャをつけている。また先端に紫色の水晶が配されたステッキを携帯している。この他、幼少期には桃色のワンピースドレスを、15歳のころには黒と白を基調としたジャンパースカートをそれぞれ着用していたことが、作中にて触れられている。
基本的にはクールな人物として振る舞っているが、想定外の事態になると感情的になり、目的のためなら悪事を行うことにも躊躇しない攻撃的な一面をもつ。また、配下のトラウーマに対しては少なからず温情をみせる一面ももつ。
歌を歌うことやミュージカルを得意技としており、自身の歌声には魔力が込められているほか、その歌声はプリキュアたちの力にもなる。
相手の記憶を探って実体化するという魔法を保有しているほか、カチューシャを駆使して武器にすることもできる。キュアミラクルとキュアマジカルのダイヤスタイルとサファイアスタイルの変身を一撃で解くほどの戦闘能力も備えるが、後述にある子守唄を聞くと弱体化する。
元々は孤児の少女で、魔法の先生である女性（声 - 堂ノ脇恭子）に拾われて育てられた経緯をもつ。彼女の後継者になるために弟子になり、究極の魔法を得るために必死の努力をするが、当の先生は子守唄を聞かせるだけで一向に究極の魔法を伝授しないまま、ソルシエールが15歳になった時期にこの世を去ってしまう。夢が潰えたことで絶望して悲しみに暮れるソルシエールは、その際に姿を現したトラウーマの「先生はあなたの才能にご嫉妬していましたから究極の魔法を教えてくれませんでした。もしかするとあなたを嫌っていたのかもしれません。」という嘘を信じこみ、先生に対して憎悪の感情を抱くようになった。
トラウーマと出会ってからは彼の進言によって「プリキュアの涙」を用いた秘薬で先生をよみがえらせ、彼女に対して自分の想いをぶつけようと目論むようになり、プリキュアオールスターズの記憶にある最強の敵を自分の魔法で実体化させて配下にし、彼らを使役して「プリキュアの涙」を入手するためにプリキュアオールスターズを襲撃させる。
物語中盤では、自分の屋敷へと乗り込んできたキュアミラクルとキュアマジカルとの戦闘になり、その過程で自身の過去や目的を告白するが、ミラクル達の必死の説得によって、先生が自分を愛していないというのは誤解だったことを認め、彼女に愛されてきた日々を思い出して涙を流す。
物語終盤では、すべての元凶がトラウーマであることを知ったことでプリキュアオールスターズに加担し、その最中に魔法の先生の子守唄を歌うキュアミラクルたちに続いて自身もその歌を歌い、その歌の魔力でプリキュアオールスターズに力を与える。最終的にはトラウーマが滅びたことで今までの悪事を反省し、プリキュアたちに対して謝罪し、これからは子供たちに魔法の勉強を教える仕事をめざすことを決意した。名前の由来はフランス語で魔女を意味する。
のちに『魔法つかい』のテレビシリーズの最終回で台詞無しではあるが、魔法界にいる姿が描かれている。また、『魔法つかい』の続編にあたる『MIRAI DAYS』の第3話では魔法学校の教師となっていたリコがナシマホウ界に行くにあたり自身の担当する授業をソルシエールに代わってもらったことを言及している。
トラウーマ
声 - 山本耕史
ソルシエールに仕える男性怪人。赤いトラ模様をした灰色のウマのような姿が特徴。一人称は「わたし」。
頭部には黒色のシルクハットをかぶり、3頭身ほどの身体には紳士のような黒色のスーツを着用し、左目には紫色の眼帯を身につけている。
表向きは主であるソルシエールの命令に忠実に従い、多少の茶目っ気を交えつつ穏やかに振舞っているが、想定外の事態が発生すると取り乱すなどコミカルな一面もある。
その正体は闇の世界に住まう黒き獣にして、本作品の事件の真の首謀者である。かつて、魔法の先生に魔力を宿す左目を封印された経緯をもち、その封印を解除するために必要な秘薬の元となる「プリキュアの涙」を入手するため、自身を「魔法の伝道師」と偽りながらソルシエールに接近し、強大な魔法を宿す彼女を利用してプリキュアの涙を入手しようと目論む。
既に死去した魔法の先生の蘇生を目的に掲げているソルシエールには「プリキュアの涙から作った秘薬には死者を一時的に蘇生させる力がある」という嘘の情報を伝えているが、その裏では「プリキュアの涙から作った秘薬で自身の封印された左目の魔力を取り戻し、世界を無に帰す」という真の目的を達成させようと暗躍している。
闇の世界の出身であるため、「ミラクルライト」の光を浴びただけで怯むなど、光の力を極端に避ける傾向にある。
物語序盤では、キュアミラクルとキュアマジカルとプリンセスプリキュアの前に出現し、彼女たちを捕らえて異空間へと閉じこめる。
物語中盤では、ソルシエールの屋敷に侵入してきたモフルン・『Go!プリンセス』の妖精2匹を捕らえようと奮闘したほか、すでに捕らえたプリキュアたちの涙を入手するため、彼女たちを多彩な方法で泣かそうとする。
物語終盤では、キュアミラクルがもらい泣きした際に流した涙を入手してソルシエールを用済みにし、ソルシエールの屋敷と一体化した「闇の王」の最終形態へと変貌。人間界に出現してすべての世界を無にしようとする。しかし、ソルシエールの歌と歴代妖精たちの「ミラクルライト」によってプリキュア達が牢から脱出して形勢は逆転、プリキュアオールスターズの総攻撃と、キュアミラクルとキュアマジカルの必殺技を受けて敗北し、まばゆい光に包まれて悲鳴を上げながら、現世から追い出される形で消滅した。
外見のモチーフは、『不思議の国のアリス』に登場する三月ウサギ。
闇の王
トラウーマの本来の姿かつ最終形態。ソルシエールの屋敷と合体し、建物上部からは漆黒の巨大なウマの頭が生え、下部には複数の足があり、壁面からは多数の大砲が突き出ている要塞のような姿の怪物である。
闇の波動で街を侵食し、すべての世界を無にする能力を持つ。さらに通常のプリキュアの力では対抗できないほどの戦闘力を誇る他、大砲からニンジン型ミサイルを放つ攻撃もしかけてくる。
外見のモチーフは、『分福茶釜』に登場するタヌキ。

#### 歴代の敵勢力のボスたち
いずれも『Go!プリンセス』までのプリキュアオールスターズが戦っていた敵勢力のボスたち。胸部に傘形の黄色いエンブレムを身につけているほか、原作で瞳があった者は瞳がないデザインに変更されている。なお、『5』の敵組織であるナイトメアの女帝であるデスパライアのみ本作品には登場していない。
いずれも本人ではなく、ソルシエールが魔法の力でプリキュアたちの記憶の中にある最強の敵たちを再現した幻である。また、ソルシエールが子守唄を聞いたことで魔法の力が弱体化すると消えるという身体構図になっており、逆にソルシエールが本調子に回復すると再度出現する。
本物が使っていた技に加え、自爆もでき、自爆に巻き込まれてしまうとソルシエールの城にある牢獄へ転送されてしまう。
全員発声自体はあるものの、オリジナルキャストによる声ではなく、担当声優は不明。
ジャアクキング
ドツクゾーンの帝王をソルシエールの魔法で幻として再現したもの。本作品では戦闘自体は行っていない。
地獄のような世界にて仮の姿であるバルデスの最終形態の姿で登場し、レッドとともに連戦で疲労に達したキュアミラクルとキュアメロディとキュアハッピーの前に出現し、その直後にキュアミラクルを除くプリキュアたちを巻き込むように自爆した。
ゴーヤーン
ダークフォールの真の黒幕をソルシエールの魔法で幻として再現したもの。相手を圧倒する強大な戦闘能力は本物と同じ。
地獄のような世界にて最終形態の姿で登場し、ピエーロとともにキュアマジカルと『Go!プリンセス』のメンバーとキュアエコーと対決するが、キュアフローラたちの「プリキュア・グラン・プランタン」を受け、ピエーロとともに「ドリーミング」と言い残して倒された。
館長
エターナルの首領をソルシエールの魔法で幻として再現したもの。手から放つ黒色の衝撃弾や強固な防御能力は本物と同じ。
西洋の屋敷が建ちならぶ世界にて戦闘形態の姿で登場し、プロトジコチューとともにキュアミラクルとキュアブロッサムとキュアハッピーと対決するが、キュアブロッサムたちの技によって倒された。
メビウス
ラビリンスの総統をソルシエールの魔法で幻として再現したもの。本作品では戦闘自体は行っていない。
西洋の屋敷が建ちならぶ世界にて通常形態の姿で登場し、デューンとともに連戦で疲労に達したキュアマジカルと『Go!プリンセス』のメンバーとキュアエコーの前に出現し、その直後に『Go!プリンセス』のメンバーとキュアエコーを巻き込むように自爆した。
デューン
砂漠の使徒の王をソルシエールの魔法で幻として再現したもの。本作品では戦闘自体は行っていない。
西洋の屋敷が建ちならぶ世界にて青年形態の姿で登場し、メビウスとともに連戦で疲労に達したキュアマジカルと『Go!プリンセス』のメンバーとキュアエコーの前に出現し、その直後に『Go!プリンセス』のメンバーとキュアエコーを巻き込むように自爆した。
ノイズ
マイナーランドの黒幕をソルシエールの魔法で幻として再現したもの。素早い飛行能力を用いた攻撃は本物と同じ。
ビルの屋上が並び建つ世界にて最終形態の姿で登場し、キュアミラクルと『ハピネスチャージ』のメンバーと対決し、最後は『ハピネスチャージ』のメンバーを巻き込むように自爆した。
ピエーロ
バッドエンド王国の皇帝をソルシエールの魔法で幻として再現したもの。手から放つ紫色の光線を用いた攻撃は本物と同じ。
地獄のような世界にて完全体の姿で登場し、ゴーヤーンとともにキュアマジカルと『Go!プリンセス』のメンバーとキュアエコーと対決するが、キュアフローラたちの「プリキュア・グラン・プランタン」を受けてゴーヤーンとともに倒された。
プロトジコチュー
ジコチューの黒幕をソルシエールの魔法で幻として再現したもの。強大な光線を用いた戦闘能力は本物と同じ。
西洋の屋敷が立ち並ぶ世界にてジコチュートリオのベールを吸収した時の姿で登場し、エターナルの館長とともにキュアミラクルとキュアピーチとキュアメロディと対決するが、キュアピーチたちの技によって倒された。
レッド
幻影帝国の真の黒幕をソルシエールの魔法で幻として再現したもの。本作品では戦闘自体は行っていない。
地獄のような世界にて通常形態の姿で登場し、ジャアクキングとともに連戦で疲労に達したキュアミラクル・キュアメロディ・キュアハッピーの前に出現し、その直後にキュアミラクルを除くプリキュアたちを巻き込むように自爆した。
ディスピア
ディスダークの魔女をソルシエールの魔法で幻として再現したもの。胸部の鍵穴がソルシエールのエンブレムになっているが、イバラを用いた攻撃や影を用いた分身能力は本物と同じ。
人間界にて通常形態の姿で登場し、キュアミラクルとキュアマジカルと『Go!プリンセス』のメンバーと一時対決。そのあとは森林の世界にて再度出現し、こちらではキュアマジカルおよび『ドキドキ!』のメンバーの前に立ちはだかり、最後は『ドキドキ!』のメンバーを巻き込むように自爆した。

### 過去作品の登場キャラクター
「あなたがいるから」の映像シーンや終盤のミラクルライトを受け取るまたは振るシーンに登場。
フレッシュプリキュア!
桃園 圭太郎（ももぞの けいたろう）
桃園 あゆみ（ももぞの あゆみ）
蒼乃 レミ（あおの レミ）
山吹 正（やまぶき ただし）
山吹 尚子（やまぶき なおこ）
カオルちゃん
いずれも「あなたがいるから」の映像シーンのみ登場。
ハートキャッチプリキュア!
花咲 陽一（はなさき よういち）
花咲 みずき（はなさき みずき）
いずれも「あなたがいるから」の映像シーンのみ登場。陽一は映画初登場。
スイートプリキュア♪
南野 美空（みなみの みそら）
「あなたがいるから」の映像シーンのみ登場。
スマイルプリキュア!
松原（まつばら）
「あなたがいるから」の映像シーンのみ登場。映画初登場。
ドキドキ!プリキュア
相田 健太郎（あいだ けんたろう）
相田 あゆみ（あいだ あゆみ）
いずれも「あなたがいるから」の映像シーンや終盤のミラクルライトを受け取るシーンに登場。
ハピネスチャージプリキュア!
相楽 誠司（さがら せいじ）
相楽 ひろ子（さがら ひろこ）
相楽 真央（さがら まお）
増子 美代（ますこ みよ）
ひろ子と美代は「あなたがいるから」の映像シーン、誠司と真央は終盤のミラクルライトを受け取るシーンに登場。ひろ子と真央は映画初登場で、美代はクロスオーバー映画初登場。
Go!プリンセスプリキュア
七瀬 ゆい（ななせ ゆい）
小森 はなえ（こもり はなえ）
その他のノーブル学園の生徒たち
終盤のミラクルライトを振るシーンに登場。ゆいはクロスオーバー映画初登場で、はなえとノーブル学園の生徒たちは映画初登場。いずれもノーブル学園の制服姿での登場となる。

## スーパーミラクル／スーパーマジカル
本作品におけるキュアミラクルとキュアマジカルの強化モード（スーパープリキュア）。ミラクルとマジカルが究極の魔法の力を得てパワーアップした形態。ダイヤスタイルをベースにコスチュームの裾などが長くなっており、背中には翼が生えている。最終的に、他のプリキュアたちの力を得ながら必殺技でトラウーマを倒した。
なお、このスーパープリキュアの正式名称は不明である為、本項ではそれぞれ「スーパーミラクル」「スーパーマジカル」と仮に名付けている。

## 作品用語
ミラクルステッキライト
本作品におけるミラクルライト。
形状は、魔法の杖状で、先端に「リンクルストーン・ダイヤ」状の蛍光部が付いており、光はシリーズ初となる青色で発光する。
モフルン・パフ・アロマがトラウーマに追いかけられ逃げ込んだ先の倉庫にあった壺から発見され、その光がトラウーマを怯えさせると知った3匹はライトを振ることで逃げる隙を作る。また、モフルンが転んだ際にこぼれ落ちたライトの光が元となってソルシエールの薄れていた記憶を蘇らせることができた。
終盤では3匹の他にルルン・『魔法つかい』のメンバー2人もライトを振る事により、プリキュアたちが捕らえられている牢獄を破壊し救出させる。さらにライトが世界中にばらまかれ、歴代妖精たちと人間界の人々たちがライトを振ることでソルシエールの歌声とともにプリキュアたちに力を与える。
なお発光の際の掛け声は後者では無かったが、前者では「プリキュア! プリキュア!…」となっていた。
究極の魔法
本作品において事件が起きるきっかけとなった、ソルシエールの魔法の先生が知っていたとされる魔法。
ソルシエールは先生が一向にこの魔法を教えてくれないまま世を去ったため、「プリキュアの涙」を用いた秘薬で先生を蘇らせ真実を問いただそうと考えていた。
魔法の正体は、先生がことあるごとにソルシエールに対して歌ってきた子守歌そのもの。歌うことによって力を回復させたり勇気がわくようになっている。さらにクライマックスではミラクルステッキライトの力も得ることで、トラウーマを撃破する魔法として完成した。
秘薬
ソルシエールが作り出そうとした魔法の薬。鍋に沸かした湯の中にドラゴンの爪と猛毒サソリの粉末を入れ高温でかき混ぜた液体に、光の力を凝縮しているとされる「プリキュアの涙」を加えることで完成する。
ソルシエール自身は「死者を一時的に現世に呼び戻す効果がある」というトラウーマの説明を信じ込んでおり、これによって魔法の先生を蘇らせようとしたが、実はそれは嘘で、魔法の先生によって封じられたトラウーマの本来の力を解放させるのが本当の効果だった。ソルシエールの過去を知ったキュアミラクルがもらい泣きした際の涙をトラウーマが手に入れ、それを使うことで秘薬は完成し、トラウーマが直ちに使用して「闇の王」の力の解放を行うことになる。
ピンクカルテット
キュアミラクルと出会って共闘することになる、『フレッシュ』から『スマイル』までの歴代主人公による混成チーム。ただし、チームワークはバラバラで、名乗り上げをした際にもてんでに各自のチーム名を名乗ったため、ルルンからも「揃っていないルル」と突っ込まれる。
なお、この4人はいずれも梅澤淳稔プロデューサー期の作品の主人公であり、劇伴担当も高梨康治であったため、名乗り上げの際は高梨作曲の変身BGMを、本作品の劇伴を手掛けた高木洋がメドレーアレンジした楽曲を用いている。

### 合体技
プリキュア・スターライト・スパークリング・ブルーハッピー・ピンキーラブ・シュート
ノイズの幻との戦いで見せた「ハピネスチャージプリキュア」の合体技。（ラブリー）「愛と」（プリンセス）「勇気と」（ハニー）「命と」（フォーチュン）「星の光を」（4人）「聖なる光に! プリキュア」（フォーチュン）「スターライト」（ハニー）「スパークリング」（プリンセス）「ブルーハッピー」（ラブリー）「ピンキーラブ・シュート!!」の叫びと共に、キュアラブリーの「プリキュア・ピンキーラブ・シュート」、キュアプリンセスの「プリキュア・ブルーハッピー・シュート」、キュアハニーの「プリキュア・スパークリングバトンアタック」、キュアフォーチュンの「プリキュア・スターライトアセンション」を一斉に発射し、合体させてノイズを攻撃する。結果は一瞬決まったものの、ノイズは撃破出来なかった。
「プリキュア・ハピネスビッグバーン」に似ているが、台詞が全く異なり、「シャイニングメイクドレッサー」も使用しない。
プリキュア・ピンクカルテット・合体スペシャル
エターナルの館長の幻とプロトジコチューの幻との戦いで見せた、先述「ピンクカルテット」の必殺技。キュアピーチの「プリキュア・ラブサンシャイン・フレッシュ」、キュアブロッサムの「プリキュア・ピンクフォルテウェイブ」、キュアメロディの「プリキュア・ミュージックロンド」、キュアハッピーの「プリキュア・ハッピーシャワー」を一斉に放ち、「集え! 4つの光!!」の叫びと共に合体させようとしたが、元がバラバラの技のため合体せず、本人たちも「集わない!?」と愕然となる状況になった。しかしそこでキュアミラクルが「ピンクフォルテウェイブ」をキックで「ミュージックロンド」に合わせ、「ラブサンシャイン・フレッシュ」も「ハッピーシャワー」に合わせた事で合体出来るようになり、見事館長とプロトジコチューを撃破、そしてキュアミラクルは4人から「ブラボー!!」と褒められた。

## スタッフ
- 原作 - 東堂いづみ (講談社「なかよし」連載)
- 企画 - 若林豪、植月幹夫
- 脚本 - 村山功
- オリジナルキャラクターデザイン - 稲上晃、香川久、馬越嘉彦、川村敏江、高橋晃、佐藤雅将、中谷友紀子、宮本絵美子
- キャラクターデザイン・作画監督 - 青山充
- ミュージカルプロデュース・作詞 - 森雪之丞
- 美術監督 - 渡辺佳人、小川友佳子
- 色彩設計 - 澤田豊二
- 撮影監督 - 高橋賢司
- CGディレクター - 中西信棋、小林真理
- 音楽 - 高木洋
- 作曲 - 小六禮次郎、さかいゆう、高取ヒデアキ
- 振付 - 西田一生
- 製作担当 - 大町義則
- アニメーション制作 - 東映アニメーション
- 監督 - 土田豊
- 制作 - 映画プリキュアオールスターズSTMM製作委員会（東映アニメーション、東映、朝日放送、バンダイ、アサツー ディ・ケイ、マーベラス、木下グループ）

## 音楽

### 主題歌
「みんながいるから☆プリキュアオールスターズ」
作詞 - 森雪之丞 / 作曲・編曲 - さかいゆう / 歌 - プリキュアオールスターズ
エンディングテーマとして使用し、CGダンスは本作品に登場するプリキュア44人が全員参加している。なお、これまでダンスを披露していなかったキュアエコーが本作品で初参加となった。
映像では最初は『魔法つかい』メンバーが踊り、2回目のAメロから『Go!プリンセス』メンバーが入る。そしてサビ部分から歌詞に相当するプリキュアが加わり、最後はキュアエコーとなるが、歌詞には「エコー」の名は入らず、「プリキュア!」の台詞と同時に登場する。
アルバム「ミュージカルソングス」にはフルサイズ版、サウンドトラックには映画サイズ版が収録されているほか、本作品のパンフレットの特別仕様版にはこの曲のシングルカットCDが同梱されている。
なお映画公開前には本作品の一場面を使用し、モフルン・パフ・アロマが導入役（台詞入りはモフルンのみ）を務めた主題歌動画が配信された。この内、冒頭のモフルン達の場面は、本作品の「ミラクルライト解説」部分にも流用された。

### 挿入歌
「あなたがいるから」
作詞 - 森雪之丞 / 作曲 - さかいゆう / 編曲 - 高木洋 / 歌 - 朝日奈みらい（CV：高橋李依）、リコ（CV：堀江由衣）、モフルン（CV：齋藤彩夏）、春野はるか（CV：嶋村侑）、海藤みなみ（CV：浅野真澄）、天ノ川きらら（CV：山村響）、紅城トワ（CV：沢城みゆき）、パフ（CV：東山奈央）、アロマ（CV：古城門志帆）
先述の『みんながいるから～』の歌詞違いバージョン。プロローグ、『魔法つかい』のメンバーと『Go!プリンセス』のメンバーが妖精たちとともに歌って踊り、最後は『フレッシュ』のカオルちゃん・『スマイル』の松原巡査・『ハピネスチャージ』のひろ子と美代などの歴代サブキャラクターたちも入って踊り、タイトルとなる。なお、タイトル部には全プリキュアが写されているが、その中には初めてキュアエコーが写されている。
「Miracle Go!プリンセスプリキュア」
作詞 - 大森祥子 / 作曲 - 渡辺亮希 / 編曲 - 渡辺亮希・池田大介 / 歌 - 礒部花凜
「Dokkin♢魔法つかいプリキュア！」
作詞 - 森雪之丞 / 作曲 - 奥村愛子 / 編曲 - 宮崎誠 / 歌 - 北川理恵
双方とも、冒頭での『魔法つかい』のメンバーと『Go!プリンセス』のメンバーが、ディスピアの幻影との戦う時のBGMで流される。
「秘薬のレシピ」
作詞 - 森雪之丞 / 作曲 - 高取ヒデアキ / 編曲 - 籠島裕昌 / 歌 - トラウーマ（CV：山本耕史）、ソルシエール（CV：新妻聖子）
ソルシエールとトラウーマが秘薬を作るために歌い踊る。映像にはフラスコや、『魔法つかい』メンバーと『Go!プリンセス』メンバーを模した人形も踊っているが、この人形は檻に捉えたプリキュアを泣かそうとする場面で、場面転換時にも登場する。
「無力な戦士」
作詞 - 森雪之丞 / 作曲・編曲 - 高木洋 / 歌 - キュアミラクル（CV：高橋李依）、キュアマジカル（CV：堀江由衣）
「やっと会えたね!」
作詞 - 森雪之丞 / 作曲 - 高取ヒデアキ / 編曲 - 籠島裕昌 / 歌 - 五條真由美
「考えてみて」
作詞 - 森雪之丞 / 作曲・編曲 - 小六禮次郎 / 歌 - キュアミラクル（CV：高橋李依）、キュアマジカル（CV：堀江由衣）、ソルシエール（CV：新妻聖子）
ソルシエールが過去を話した後、キュアミラクルとキュアマジカルがソルシエールを励ますべく歌った。
「魔女の子守歌〜歌は魔法」
作詞 - 森雪之丞 / 作曲・編曲 - 小六禮次郎 / 歌 - ソルシエール（CV：新妻聖子）、プリキュアオールスターズ
クライマックス、闇の王（トラウーマ）と歴代プリキュアとの大決戦で、改心したソルシエールが歌い、やがてプリキュアたちも歌う。歴代サブキャラクターが、ミラクルライトを振っている。

## 関連商品
- CD『映画 プリキュアオールスターズ みんなで歌う♪奇跡の魔法! ミュージカルソングス』（マーベラス/ソニー・ミュージックマーケティング、2016年3月16日発売、MJSA-01179）
- CD『映画 プリキュアオールスターズ みんなで歌う♪奇跡の魔法! オリジナル・サウンドトラック』（マーベラス/ソニー・ミュージックマーケティング、2016年3月16日発売、MJSA-01180）
- DVD/BD『映画 プリキュアオールスターズ みんなで歌う♪奇跡の魔法!』（マーベラス/ポニーキャニオン、2016年7月20日発売）
  - DVD特装版（PCBX-51687）/DVD通常版（PCBX-51688）/Blu-ray特装版（PCXX-50108）
  - 特装版は、映像特典として初日舞台挨拶、完成披露試写会舞台挨拶、ノンテロップOP&ED、エンディングムービーのメイキングバージョン、TVスポット&予告集、設定資料ライブラリーを収録、スペシャルブックレットと名場面ブロマイドセットを同梱、カラーケース・ピクチャーレーベル仕様。BD・DVD共に字幕あり。

## 特別番組
本作品の公開を記念し、『『映画プリキュアオールスターズ みんなで歌う♪奇跡の魔法！』のすべて』が全国各局で順次放送された。ナレーションは朝日奈みらい/キュアミラクル（高橋李依）とリコ/キュアマジカル（堀江由衣）が担当。
| 放送地域       | 放送局             | 放送日  | 放送時間                     | 系列           |
| -------------- | ------------------ | ------- | ---------------------------- | -------------- |
| 北海道         | 北海道テレビ       | 3月12日 | 土曜 6:00 - 6:30             | テレビ朝日系列 |
| 山梨県         | テレビ山梨         | 3月12日 | 土曜 6:00 - 6:30             | TBS系列        |
| 熊本県         | 熊本朝日放送       | 3月12日 | 土曜 7:30 - 8:00             | テレビ朝日系列 |
| 香川県・岡山県 | 瀬戸内海放送       | 3月13日 | 日曜 4:30 - 5:00             | テレビ朝日系列 |
| 広島県         | 広島ホームテレビ   | 3月13日 | 日曜 4:50 - 5:20             | テレビ朝日系列 |
| 富山県         | チューリップテレビ | 3月13日 | 日曜 5:45 - 6:15             | TBS系列        |
| 日本全域       | アニマックス       | 3月13日 | 日曜 12:30 - 13:00           | BS/CS放送      |
| 山形県         | 山形テレビ         | 3月14日 | 月曜 15:25 - 15:55           | テレビ朝日系列 |
| 鳥取県・島根県 | 山陰放送           | 3月14日 | 月曜 15:55 - 16:24           | TBS系列        |
| 大分県         | 大分朝日放送       | 3月18日 | 金曜 4:55 - 5:25             | テレビ朝日系列 |
| 石川県         | 北陸朝日放送       | 3月19日 | 土曜 6:00 - 6:30             | テレビ朝日系列 |
| 愛媛県         | 愛媛朝日テレビ     | 3月19日 | 土曜 6:00 - 6:30             | テレビ朝日系列 |
| 岩手県         | 岩手朝日テレビ     | 3月19日 | 土曜 7:00 - 7:30             | テレビ朝日系列 |
| 宮城県         | 東日本放送         | 3月20日 | 日曜 4:20 - 4:50             | テレビ朝日系列 |
| 宮崎県         | 宮崎放送           | 3月20日 | 日曜 4:45 - 5:15             | TBS系列        |
| 山口県         | 山口朝日放送       | 3月20日 | 日曜 5:20 - 5:50             | テレビ朝日系列 |
| 中京広域圏     | メ～テレ           | 3月20日 | 日曜 6:00 - 6:30             | テレビ朝日系列 |
| 近畿広域圏     | 朝日放送           | 3月20日 | 日曜 6:00 - 6:30             | テレビ朝日系列 |
| 福岡県         | 九州朝日放送       | 3月20日 | 日曜 6:00 - 6:30             | テレビ朝日系列 |
| 長崎県         | 長崎文化放送       | 3月21日 | 月曜 2:35 - 3:05（日曜深夜） | テレビ朝日系列 |
| 沖縄県         | 琉球朝日放送       | 3月21日 | 月曜 5:20 - 5:50             | テレビ朝日系列 |
| 高知県         | テレビ高知         | 3月21日 | 月曜 11:00 - 11:30           | TBS系列        |
| 鹿児島県       | 鹿児島放送         | 3月25日 | 金曜 2:45 - 3:15（木曜深夜） | テレビ朝日系列 |
| 秋田県         | 秋田朝日放送       | 3月26日 | 土曜 1:50 - 2:20（金曜深夜） | テレビ朝日系列 |
| 静岡県         | 静岡朝日テレビ     | 3月26日 | 土曜 3:50 - 4:20             | テレビ朝日系列 |
| 新潟県         | 新潟テレビ21       | 3月26日 | 土曜 5:20 - 5:50             | テレビ朝日系列 |
| 青森県         | 青森朝日放送       | 3月28日 | 月曜 14:58 - 15:28           | テレビ朝日系列 |
| 福井県         | 福井テレビ         | 3月29日 | 火曜 15:53 - 16:23           | フジテレビ系列 |
| 福島県         | 福島放送           | 4月3日  | 日曜 5:50 - 6:20             | テレビ朝日系列 |
| 長野県         | 長野朝日放送       | 4月4日  | 月曜 10:03 - 10:33           | テレビ朝日系列 |

## メディアでの放送・配信
- YouTube「プリキュア公式YouTubeチャンネル」にて、2020年5月1日18時から5月8日17時59分の期間限定で、本作品の無料配信が実施された（『映画 Go!プリンセスプリキュア Go!Go!!豪華3本立て!!!』『映画 魔法つかいプリキュア! 奇跡の変身!キュアモフルン!』との同時配信）。
- 2024年8月4日19時 - 20時20分にTOKYO MXにて、地上波としては初となるテレビ放送が行われた[14][15]。